# 공회첩
공회첩(孔懷帖)은 충청북도 제천시 신동, 문암영당에 있는 조선시대의 화첩이다. 2012년 7월 6일 충청북도의 유형문화재 제338호로 지정되었다.

## 개요
『공회첩』은 정선(鄭敾, 1676~1759)의 ‘옹천(甕遷)’과 ‘반구(盤龜)’ 산수화 2점을 권섭(權燮, 1671~1759)이 그의 나이 75세 때인 1745년(영조 21년)에 아우 권영(權塋, 1678~1745)으로부터 선물로 받아 소유하게 된 자세한 내력을 남기고 있다.
정선의 그림에 얽힌 형 권섭과 아우인 권영의 형제애를 읽을 수 있고 진경산수화의 대가인 겸재 정선이 70세 무렵 노년기에 그린 작품이 실려 있어 회화사 및 인물사 연구에 활용될 수 있는 자료이다.

## 참고 자료
- 공회첩 - 국가유산청 국가유산포털